# Sprengstoffanschlag
Ein Sprengstoffanschlag ist eine mithilfe von zur Explosion gebrachtem Sprengstoff herbeigeführte absichtliche Gewalttat.
Der Sprengstoff wird hierbei z. B. in Form einer Auto- oder Briefbombe, als Sprengstoffgürtel oder Sprengfalle an den gewünschten Explosionsort verbracht und dort durch Zündung zur Explosion gebracht. Nach dem deutschen Strafrecht ist dies als Herbeiführen einer Sprengstoffexplosion nach § 308 StGB strafbar.